# シンテイル
シンテイル（韓国語: 신태일、1993年9月15日 - ）は、韓国のYouTuber、動画配信者である。本名はイ・ゴンヒ（韓国語: 이 건희、漢字: 李 健熙）。 

## 概要
シンテイルは、YouTube、Twitch、アフリカTVなどの動画配信サイトで人気を博した。彼の動画は、後述の通り過激な内容の物が多くを占める。
このような行為を数多く行った為、現在彼のYouTubeやアフリカTV、パンダテレビのアカウントは永久停止され、TikTokのアカウントは数回警告と停止処分を受けている。

## 動画の内容
シンテイルは動画内にて
- モニターやキーボードを破壊。
- 屋内にある釣り堀で魚が釣れないことを理由に釣り堀に飛び込み、素手で魚を掴み取る。[1]
- 地下鉄の電車内で奇声をあげる、韓国の国歌である「愛国歌」を歌唱する、カセットコンロを持ち込みインスタントラーメンを食べるなどの行為を行う。
- 自身の脚を自動車で轢く
- 火薬や工具を使って割った蛍光灯を食べる。
- 洗剤を飲む（その後、彼は病院に救急搬送された。）。
- ライブ配信中に、陰部に火を付ける[2]。
- 通行人の学生の後頭部を叩く。
- 街中や電車内で掃除機で遊びながら奇声をあげる。
- 飲食店の白米を外に持っていき蹴飛ばす。[3]

などの奇行を数多く行っている。

## 不祥事
シンテイルは、前述の奇行以外にも、様々な不祥事を起こしている。本項目では、一部の代表的な例をあげるとする。
- 前述した電車内でインスタントラーメンを食べる行為。この行為は韓国国内で問題視され、日本のテレビ朝日にも取り上げられる事となる。
- 2017年8月、背の低い男性に対する嫌悪発言で問題となったストリーマーのカッコンぺルル（韓国語: 갓건배）を侮辱する動画と個人情報をインターネット上にアップロードした[4]事がきっかけで、YouTubeアカウントが永久停止処分を受けた。シンテイルはその前にもアフリカTVのアカウントを永久停止されていた。また、問題発言をしたカッコンペルルのYouTubeチャンネルにも永久停止処分がされた[5][6]。
- 2019年8月15日、人の顔を評価する配信において、とある人物の顔を揶揄する発言を行った事で裁判に発展。民事訴訟に敗訴し、賠償金500万ウォン（日本円約55万円）の支払いを命じられた[7]。
- 2020年9月、自身の67番目のアカウントで行ったYouTubeライブにおいて、肺癌にかかったとして後援金を受け取った。しかし、翌日に配信で嘘だと発表し、金銭を騙し取った[8]。

## テレビ朝日での質問と回答
テレビ朝日はテレビ番組、モーニングショーにて彼の情報を取り上げ、シンテイルはテレビ通話で本番組に出演した。
テレビ朝日は動画が過激すぎる事について質問し、この質問に対してシンテイルは
「ノーマルな動画を撮ったら、元々僕のバカキャラ動画が好きなファンから、「初心をなくしている」という声が沢山あがったので。」「月に1500万ウォン（日本円で約150万円）以上は稼ぎます。このバカな事で人気が出て収益をあげているのだと思います。」
と回答した。
その後、テレビ朝日は地下鉄でインスタントラーメンを食べる動画について、大邱地下鉄放火事件と関連づけて電車内で火を使う事について指摘し、シンテイルは
「非難を受ける事について反省するべきであるだと考えてます。反省しています。悪意のある動画を撮るために大邱の事件を卑下したわけでなく、僕はただ何も考えずに撮りました。」
と回答した。
「今も刺激的ではあるけど、以前に比べて控えめだと思いますし、だんだん減らすつもりです。」
と釈明した。